# David Diehl
(en) Statistiques sur pro-football-reference
David Diehl, né le 15 septembre 1980 à Chicago, est un joueur américain de football américain évoluant au poste d'offensive tackle et d'offensive guard.

## Biographie
Étudiant à l'université de l'Illinois à Urbana-Champaign, il joue pour les Fighting Illini de l'Illinois.
Il est drafté en 2003 à la 160e place (cinquième tour) par les Giants de New York. Il y joue toute sas carrière.
Il remporte les Super Bowls XLII et XLVI.